# Hitjuksenjärvi
Hitjuksenjärvi är en sjö i kommunen Jockas i landskapet Södra Savolax i Finland. Sjön ligger 95,6 meter över havet. Arean är 65 hektar och strandlinjen är 7,53 kilometer lång. Sjön  ingår i Vuoksens huvudavrinningsområde.   Den ligger omkring 34 kilometer öster om S:t Michel och omkring 240 kilometer nordöst om Helsingfors. 
Hitjuksenjärvi ligger väster om Ruokojärvi. 